# 范家巷站
范家巷站位于中华人民共和国四川省成都市金牛区天回镇街道金凤凰大道与天丰路交叉口东北侧地下，是成都地铁27号线的地铁车站，于2024年12月19日启用。
该站位于金凤凰大道与天丰路交叉口东北侧，车站沿金凤凰大道南北向设置，命名源于老地名范家巷。本站在规划阶段曾用名“三圣站”。

## 车站结构
范家巷站为地下二层双柱三跨13米宽岛式站台车站，全长216米，宽21.5米，总建筑面积16756平方米。车站采用明挖法施工。预留和28号线通道换乘条件。
| 地面      |                                   | 出入口                          |  |
| 地下 一层 | 站厅层                            | 安检、售票机、站内商店          |  |
| 地下 二层 |                                   | 27号线列车往石佛方向 （三圣寺） |  |
| 地下 二层 | 岛式站台，左边车门将会开启        |                                 |  |
| 地下 二层 | 27号线列车往蜀鑫路方向 （鲤鱼湾） |                                 |  |

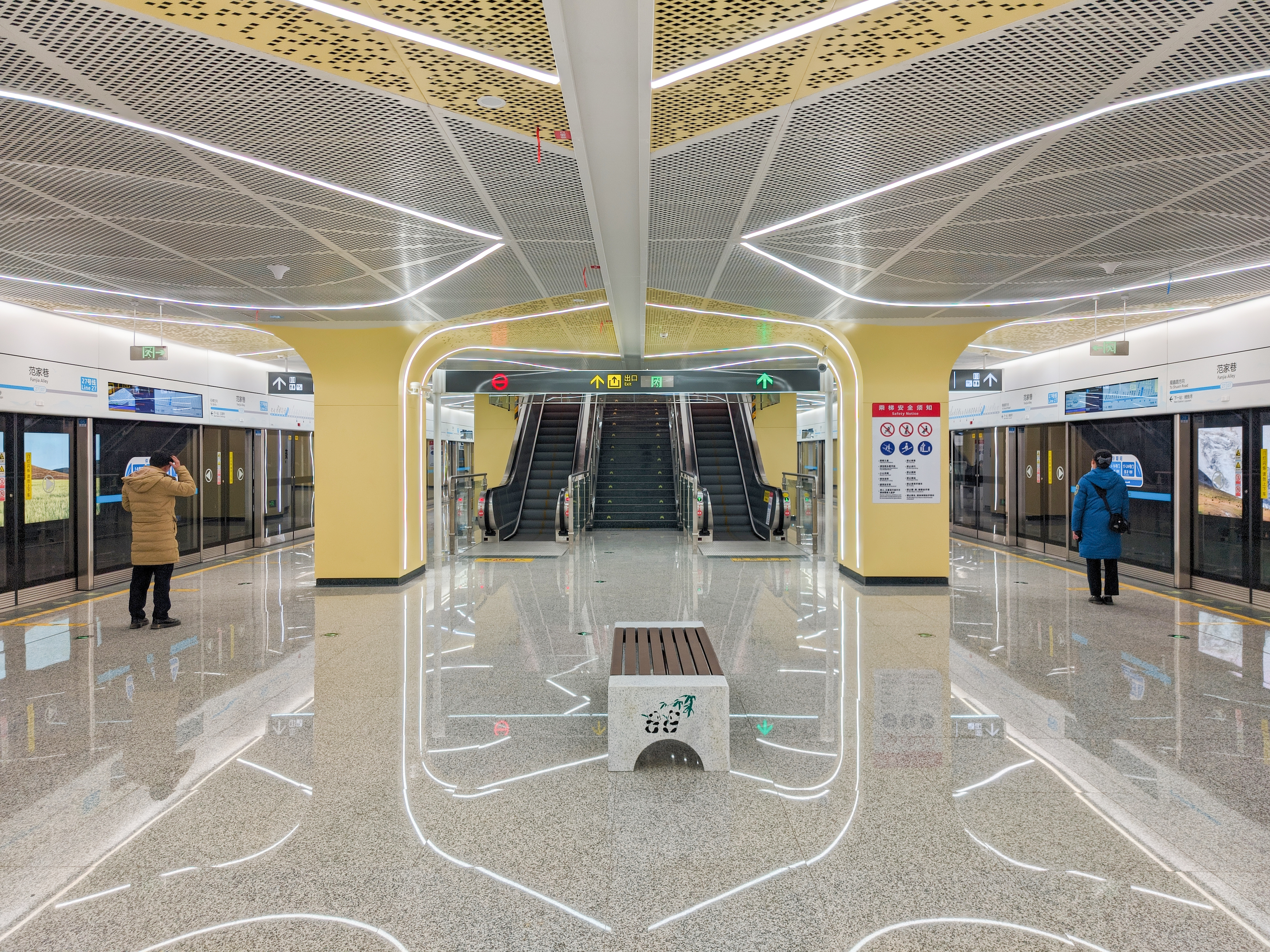
站台
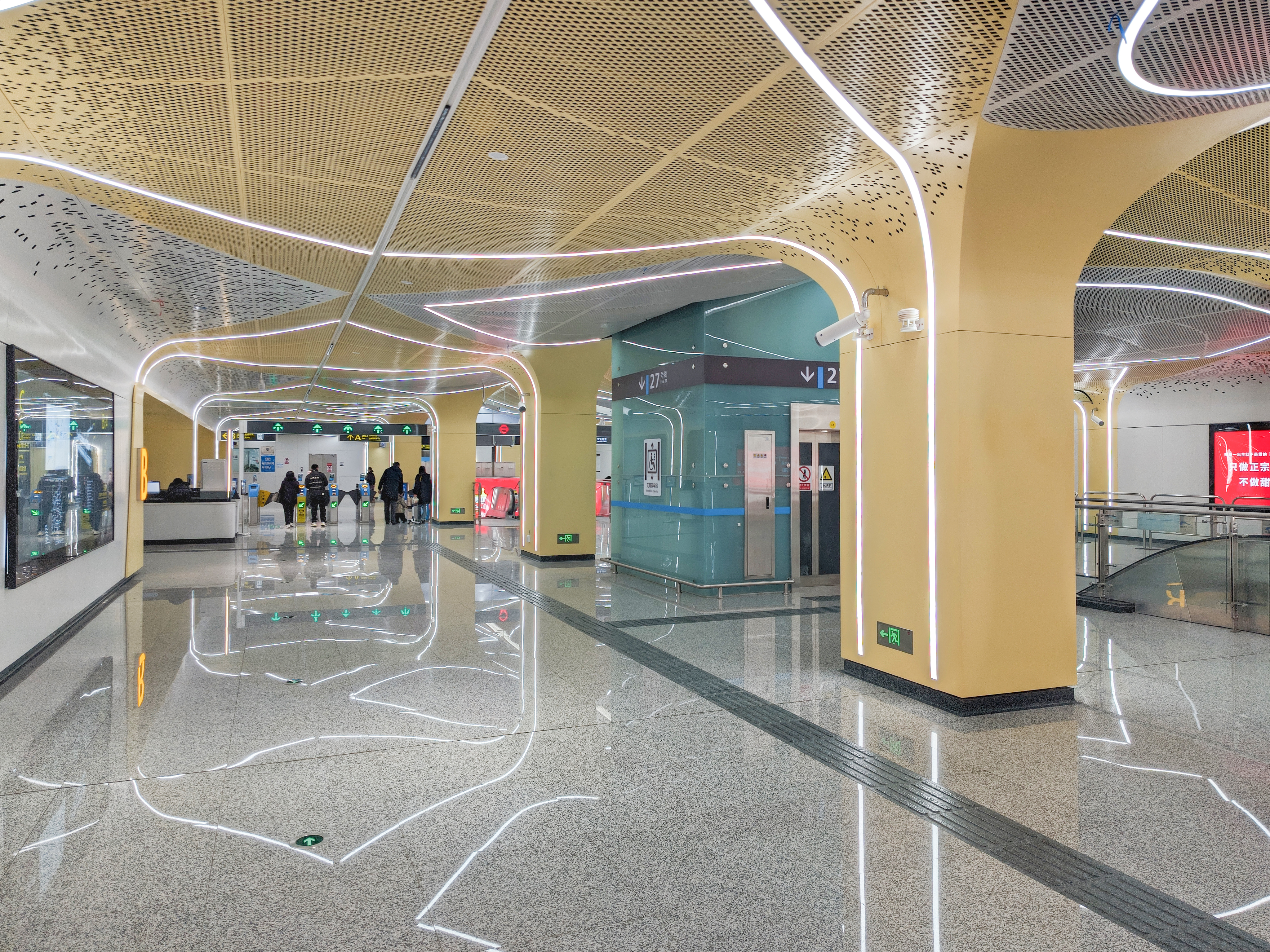
站厅

## 出入口
本站目前开放4个出入口。
|              |                     |                                    |      |
| 出口编号     | 设施                | 出口指示                           | 照片 |
|              |                     | 金凤凰大道、金芙蓉大道一段         |      |
| 出口 · B · 1 | 无障碍电梯          | 金凤凰大道、天龙南三路、天丰路     |      |
| 出口 · B · 2 | 无障碍电梯          | 金凤凰大道、天龙南三路、冯家湾路   |      |
| 出口 · C     | 无障碍卫生间 哺乳室 | 金凤凰大道、金芙蓉大道一段、天丰路 |      |